# Jogos do Pacífico Sul de 2003
Os Jogos do Pacífico Sul de 2003 ou XII Jogos do Pacífico foram realizados um série de eventos desportivos realizados em Suva, Fiji, entre 28 de junho e 12 de julho de 2003.
Pela terceira vez na história do evento foi sediado em Suva e pela primeira vez, os Jogos incluíam tanto as tradicionais modalidades esportivas, como atletismo e natação juntamente como os eventos menores e específicos da região, tais como canoagem, surf e petanca.

## Organização
O governo de Fiji, juntamente com um apoio da República Popular da China, construiu um novo ginásio coberto, centro de esportes e piscina e um campo de hóquei além de uma série de melhorias das instalações existentes para outros esportes.
Um grande pacote de patrocínio das empresas fomentadoras (cerca de 20 empresas) ajudou o sucesso dos jogos. A cobertura da mídia e a campanha publicitária - incluindo o mascote dos jogos - e o interesse e entusiasmo gerado entre a população das Ilhas Fiji ajudaram também no sucesso. Até as escolas e grupos de jovens estiveram envolvidos em programas interativos.
O Jogos de 2003 foram os maiores jogos até então. Havia cerca de 300 cerimônias de premiação, com mais de 860 apresentações e 2.300 medalhas individuais.

## Resultados
Fiji ganhou a primeira medalha de ouro dos jogos no tiro com arco feminino e passou a liderar a contagem de medalhas de atletismo fazendo com que Fidji, conseguisse a melhor colocação no quadro de Medalhas em todas as edições dos jogos. Guam manteve seu lugar de honra no beisebol ao ganhar sua segunda medalha de ouro.
No atletismo os atletas locais dominaram os eventos de ganhando um total de 19 medalhas de ouro. Makelesi Bulikiombo, o fijiano porta-bandeira na cerimônia de abertura, ganhou 5 medalhas de ouro e quebrou quatro recordes dos jogos. Fiji também levou ouro, prata e bronze em cada um dos homens e mulheres de 100m e 200m e ouro e prata nos 400m.
A competição de futebol foi um dos esportes que foi realizado em locais distintos da Suva. Fidji venceu a final dos homens batendo Nova Caledónia enquanto Papua-Nova Guiné levou a medalha de ouro nas mulheres pela primeira vez.
Continuando o seu domínio nos jogos, Fiji também ganhou um ouro na competição feminina pela primeira vez no hóquei na grama.
Os esportes da região do Pacífico específico de canoagem foram disputadas entre Tahiti e Nova Caledônia e Tonga e Taiti disputaram ouro no surf nas ondas de Tavarua.